# 先知书
先知书（希伯來語：‎ Nəḇî'îm）是《希伯来圣经》三部分的第二部分，介于律法和文集之间。先知是聖經历史中一些特殊人物，他们被神选召，替神传达信息。
先知书可以分为前期和后期两部分。前期先知书记述摩西死后先知的历史，后期先知书則多有以色列人先知们所传达的预言。
基督教認為，后期先知书的預言是欲表了耶穌的降臨，故在基督教版本的《舊約聖經》中，前期先知书被归入历史书，后期先知书才被称为先知书。基督教《新約聖經》對後期先知書多有引用並闡述。
伊斯蘭教也承認部分的先知使者，惟沒有採信其經文內容。

## 猶太教《希伯来圣经》先知书收錄的書卷
《希伯来圣经》共24卷，其中先知书8卷，前期后期各4卷：
- 前期
  - 約書亞記
  - 士師記
  - 撒母耳記
  - 列王紀
- 后期
  - 以赛亚书
  - 耶利米书
  - 以西结书
  - 小先知书

其中小先知书一卷，包含以下12个先知：
1. 何西阿书
2. 约珥书
3. 阿摩司书
4. 俄巴底亚书
5. 约拿书
6. 弥迦书
7. 那鸿书
8. 哈巴谷书
9. 西番雅书
10. 哈该书
11. 撒迦利亚书
12. 玛拉基书

“小”是指篇幅短小，不是指先知本身的重要性小。
先知书的內容及形式並不固定。后期先知书虽然有些谈及未来，但是大部分篇幅仍然只是谈及当时的情形或责备以色列民的罪恶。

## 基督教《舊約聖經》先知书收錄的書卷
基督教《舊約聖經》把《希伯来圣经》中的前期先知书归入历史书，把后期先知书中的以赛亚书、耶利米书、以西结书合称为大先知书，把小先知书分为12卷。
《希伯来圣经》中属于《文集》的耶利米哀歌和但以理书，在《舊約聖經》中也被归入大先知书。

## 外部連結
- 思高聖經學會藏書 (The Studium Biblicum OFM Collections) （页面存档备份，存于） 香港浸會大學圖書館. 華人基督教文獻保存計劃